# Пашаєв Осман Серверович
Осма́н Серве́рович Паша́єв (крим. Osman Paşayev; нар. 23 січня 1977 в Ангрені) — український і кримськотатарський тележурналіст. Голова профспілки «Медіафронт» (від грудня 2009 року до березня 2011 року. Офіційно досі обіймає цю посаду).

## Життєпис
Народився в Узбекистані. З 1980 жив у Генічеську Херсонської області. З батьками повернувся до Криму 1989 року. Закінчив Кримський факультет Київського економічного університету ім. Гетьмана за фахом «аудит і бухгалтерський облік».
Зі студентських часів працює на телебаченні. Починав ведучим прямих ефірів студії мовлення кримськотатарською мовою ДТРК «Крим». Після закінчення школи новин «Інтерньюз» у Києві почав працювати репортером в студії «12 минут новостєй» ДТРК «Крим».
Від 2001 року живе в Києві. Працював у «Вікнах» СТБ, новинах «Інтера», 5-му каналі, НТН, 2006—2010 — знову «Вікна» СТБ. 2011 спецкореспондент на TVi. З
1 серпня 2011 року працює керівником інформаційної служби телеканалу АТР у Сімферополі.
14 грудня 2009 року Османа Пашаєва обрали головою профспілки «Медіафронт», яка об'єднує 158 працівників чотирьох загальнонаціональних телеканалів, де створені первинні осередки профспілки: СТБ, «1+1», ТРК «Україна», ТОНІС  .
Осман Пашаєв фільмував кілька журналістських розслідувань: 2007 він знайшов, чиїм коштом відпочивав у Росії тодішній голова уряду Віктор Янукович. У червні 2008 знайшов Валентину Семенюк у турецькому готелі, яка офіційно була на лікарняному. У грудні 2009 року після публічного прохання Президента Віктора Ющенка у Білій Церкві подарував йому породисте кошеня, а також журналістськими розслідуваннями, зокрема майновими апетитами Президента Януковича.
З першого серпня 2011 року очолив інформаційне мовлення на першому кримськотатарському телеканалі ATR.
У травні 2014 року під час зйомок 70-х роковин депортації кримських татар із колегою зазнав нападу з боку представників так званої «самооборони Криму», а потім був допитаний у Слідчому управлінні. «Самооборона» Криму викрала техніку та гроші, а в «слідчому комітеті» в приміщенні центрального райвідділку на Футболістів, 33 залишили як речові докази техніку знімальної групи. Адвокати Тейфук Гафаров і Еміль Курбедінов приїхали про допомогу, але Пашаєв відмовився покидати приміщення до прийняття заяви про злочин. 19 травня 2014 року покинув Крим і написав заяву про злочин в Шевченківському райвідділку міліції. Зрозумівши дещо в тодішньому процесі з кінця травня остаточно вирішив покинути Україну.
Після цього залишив Крим, переїхавши до Туреччини. З травня 2013 року шеф бюро ATR у Туреччині. До листопада 2014 року жив у Стамбулі.